# میدان گازی شانول
میدان گازی شانول یکی از میدان‌های گازی ایران است که در شهرستان‌های لامرد و خنج در جنوب استان فارس قرار دارد. این میدان گازی به همراه میدان گازی هما تأمین‌کننده گاز پالایشگاه پارسیان هستند. این میدان گازی در کوه تنگ‌خور (تاقدیس خشت) در ۸۰ کیلومتری جاده اصلی خنج - لامرد در بخش‌های علامرودشت لامرد و محمله خنج واقع شده‌است.
میدان گازی شانول به همراه میدان‌های گازی تابناک، هما و وراوی، چهار میدان فعال منطقه عملیاتی پارسیان به‌شمار می‌روند که در مجاورت شهرهای پارسیان، لامرد، خنج و مهر قرار گرفته‌اند.
میدان گازی شانول دارای ۱۲ حلقه چاه با تسهیلات سرچاهی، خط لوله و مرکز جمع‌آوری می‌باشد. گاز میدان گازی شانول و میدان گازی هما پس از ارسال به مرکز تفکیک که شامل لخته گیر، مخازن جداکننده، پمپ ارسال مایعات، سیستم ارسال و دریافت توپک می‌باشد به همراه مایعات گازی توسط دو رشته خط لوله ۳۶ اینچ و ۶ اینچ به طول ۴۱ کیلومتر به پالایشگاه پارسیان دو ارسال می‌گردد. توان تولیدی روزانه این دو میدان در مجموع ۳۵٫۶ میلیون کیلومتر مکعب و توان تولید مایعات گاز آن‌ها ۱۲۷۹۰ بشکه در روز می‌باشد.